# Ермакова, Анастасия Николаевна
Анастаси́я Никола́евна Ермако́ва (род. 8 апреля 1983, Москва, РСФСР, СССР) — российская синхронистка и тренер, член сборной России в 2000—2010 годах, четырёхкратная олимпийская чемпионка и многократная чемпионка мира, Европы и России.

## Биография
Анастасия Ермакова с четырёх лет обучалась танцам, в пять лет перешла в синхронное плавание и уже в шесть лет получила первый юношеский разряд. Её первым тренером была Е. Е. Новикова. После окончания учёбы в школе Анастасия начала участвовать в соревнованиях, попав в сборную России, где занималась под руководством заслуженных тренеров РФ Т. Е. Данченко и Т. Н. Покровской. Высшее образование она получила, окончив Московский институт экономики, менеджмента и права. Ермакова выступала за спортивные общества «Труд», «Динамо» (Москва), ЦСКА, физкультурно-спортивное общество профсоюзов «Россия». В соревнованиях среди дуэтов она участвовала вместе с А. С. Давыдовой.
Анастасия завершила спортивную карьеру в 2010 году из-за травмы плеча. Она стала тренером по синхронному плаванию и в 2012 году начала работать с командой Италии. В 2015 году Ермакова презентовала книгу о синхронном плавании «Танцующая в воде», которая была издана на итальянском, английском и русском языках. Также она написала автобиографическую книгу «Обратная сторона медали», опубликованную в 2023 году.

### Личная жизнь
Замужем. Живёт в Италии. 16 сентября 2016 года родила сына Эмануэля.

## Награды и звания
- Заслуженный мастер спорта России
- Орден Почёта (2 августа 2009) — за большой вклад в развитие физической культуры и спорта, высокие спортивные достижения на Играх XXIX Олимпиады 2008 года в Пекине[8]
- Орден Дружбы (4 ноября 2005) — за большой вклад в развитие физической культуры и спорта, высокие спортивные достижения на Играх XXVIII Олимпиады 2004 года в Афинах[9]
- Зал славы мирового плавания (2015)[2][10]